# كانديسارتان
كانديسارتان (بالإنجليزية: cilexetil candesartan)‏، ويعرف أيضاً تجارياً باسم: أتاكاند (بالإنجليزية: Atacand)‏ من أدوية مرض ضغط الدم الحديثة، وهو ينتمي إلى زمرة مثبطات مستقبلات الأنجوتنسين من الفئة الثانية (angiotensin II receptor antagonist). يتم تسويق هذا الدواء بواسطة شركة أسترا زينيكا للأدوية، ومن الأسماء التجارية الشائعة والتي يتم تسويق الدواء فيها عالمياً Blopress، Atacand، Amias، وRatacand. يستخدم كانديسارتان لمعالجة المرضى الذين لا يستطيعون تحمل تأثير الأدوية من عائلة مثبطات الإنزيم المحول اللانجيوستين (ACE) مثل الكابتوبريل (Captopril)، أنالابريل (Enalapril) بسبب الآثار الجانبية التي تسببها، مثل السعال أو الوذمة الوعائية (Angioedema).
هذا الدواء يزيد تدفق الدم للكليتين ويحافظ أو يزيد معدل الفلترة، بينما يخفض الفلترة الجزئية ومقاومة الأوعية الدموية الكلوية. ليس للدواء أي تأثير معاكس على جلوكوز الدم أو المواد الدهنية في الدم.

## الاستخدمات السريرية
مثل جميع أدوية مثبطات مستقبلات الأنجوتنسين من الفئة الثانية، فإن كانديسارتان يستطب لعلاج مرض إرتفاع التوتر الشرياني (ارتفاع الضغط)، أظهرت نتائج الدراسة التي أجريت في وقت مبكر من العام 2000م فوائد هذا الدواء في الحد من الوفيات الناتجة عن قصور القلب الاحتقاني، حيث أوضحت دراسة طبية أن هذا العقار لعلاج ارتفاع ضغط الدم يساعد في الحد من وفيات المرضى المصابين بالنوبات القلبية وبذلك يكون متميزاً على العقاقير المنافسة من نفس الفئة.
وقال الباحثون للجمعية الأوروبية لأطباء القلب أن إضافة atacand إلى قائمة العقاقير المستخدمة في علاج أمراض القلب مثل طائفة من العقاقير المثبطة للانزيمات التي تحد من انقباض الشرايين تقلل الوفيات ودخول المستشفيات بسبب الأزمات القلبية بنسبة 15%.

## مرحلة ما قبل ارتفاع الضغط
في عينة دراسة عشوائية دامت 4 سنوات، تمت مقارنة الكانديسارتان مع دواء وهمي (placebo) لمعرفة ما إذا كان يمكن منع أو تأجيل تطور مرض ارتفاع ضغط الدم في المرحلة ما قبل ارتفاع الضغط. خلال أول سنتين من الدراسة تلقى نصف المشاركين كانديسارتان، والنصف الباقي منهم تم اعطائهم الدواء الوهمي؛ ظهر بأن الكانديسارتان يمكنه الحد من خطر ارتفاع ضغط الدم النامي بمقدار الثلثين تقريباً خلال هذه الفترة. في العامين الأخيرين من الدراسة تم تحويل جميع المشاركين إلى الدواء الوهمي. في نهاية الدراسة تبين بأن الكانديسارتان خفض بشكلٍ كبير من مخاطر ارتفاع ضغط الدم، كما أظهر أن أكثر من 15٪ من المشاركين ممن ظهرت لديهم آثار جانبية خطيرة كانت من الفئة التي أتلقت العلاج الوهمي.

## المشاركة مع الأدوية المدرة للبول
يتوفر الكانديسارتان في شكل صيدلاني بالمشاركة مع مدر بولي من فئة التيازيدات خاصةً الهيدروكلورتيازيد (hydrochlorothiazide) لتحقيق نتائج أفضل، ويسوق بهذه التركيبة بعدة أسماء تجارية ومنها Atacand HCT, Hytacand, Biopress Plus,Advantec and Ratacand Plus

كانديزارتان سيليزيتيل

## الجرعة وطريقة الاستعمال
- الجرعة التي ينصح بالمحافظة عليها هي 8 ملغم أو 16 ملغم مرة واحدة يومياً وأقصى تأثير خافض لارتفاع ضغط الدم يكتسب خلال 4-6 أسابيع من بدء العلاج، المرضى الذين يبدأون بـ 8 ملغم ويحتاجون للمزيد من تخفيض ضغط الدم ينصح بزيادة الجرعة إلى 16 ملغم.
- يمكن إعطاء جرعة 16 ملغم كجرعة اولية وهي جيدة الاحتمال.
- يتم تناول الدواء مرة واحدة يومياً مع أو بدون الطعام.
- جرعة علاج هبوط القلب المبدئية 4 ملغم مرة واحدة يومياً وتتم الزيادة التدريجية المعيارية إلى الجرعة المستهدفة التي مقدارها 32 ملغم مرة واحدة يومياً أو إلى أقصى جرعة يمكن تحملها عن طريق مضاعفة الجرعة على فترات لايقل منها عن اسبوعين.

## كيميائية الدواء وعلم الدواء الإكلينيكي
يتم تسويق كانديسارتان كـ سايكلوهيكسيل -هيدروكسي إيثيل كربونات (سيليزيتيل) استر، والمعروفة باسم كانديسارتان سيليزيتيل. يتم تكسير كانديسارتان سيليزيتيل تماما بوساطه انزيم استريز الموجود في جدار الأمعاء من خلال امتصاص وتحويله إلى بقايا من الكانديسارتان النشط.
استخدام شكل دواء مساعد يزيد من التوافر البيولوجي للكانديسارتان. على الرغم من هذا، التوافر الحيوي المطلق ضعيف نسبيا 15٪ (أقراص كانديسارتان سيليزيتيل) إلى 40٪ (محلول كانديسارتان سيليزيتيل) ال IC50 لها هي 15ميكروغرام / كغ.

## تاريخ تطور الدواء
المركب المعروف باسم TCV-116 (كانديسارتان) تمت دراسته من قبل العلماء اليابانيين باستخدام الجرذان المختبرية القياسية. وقد نشرت دراسات على الحيوانات تبين فعالية المركب في الفترة 1992-1993، مع دراسة تجريبية على البشر نشرت في صيف عام 1993.